# Jean Jonglet
Jehan of Jean Jonglet (waarschijnlijk in graafschap Namen circa 1480 - Brussel, 5 augustus 1540) was een juridisch adviseur in de Bourgondische Nederlanden en ambassadeur voor het Heilig Roomse Rijk in Londen.

## Levensloop

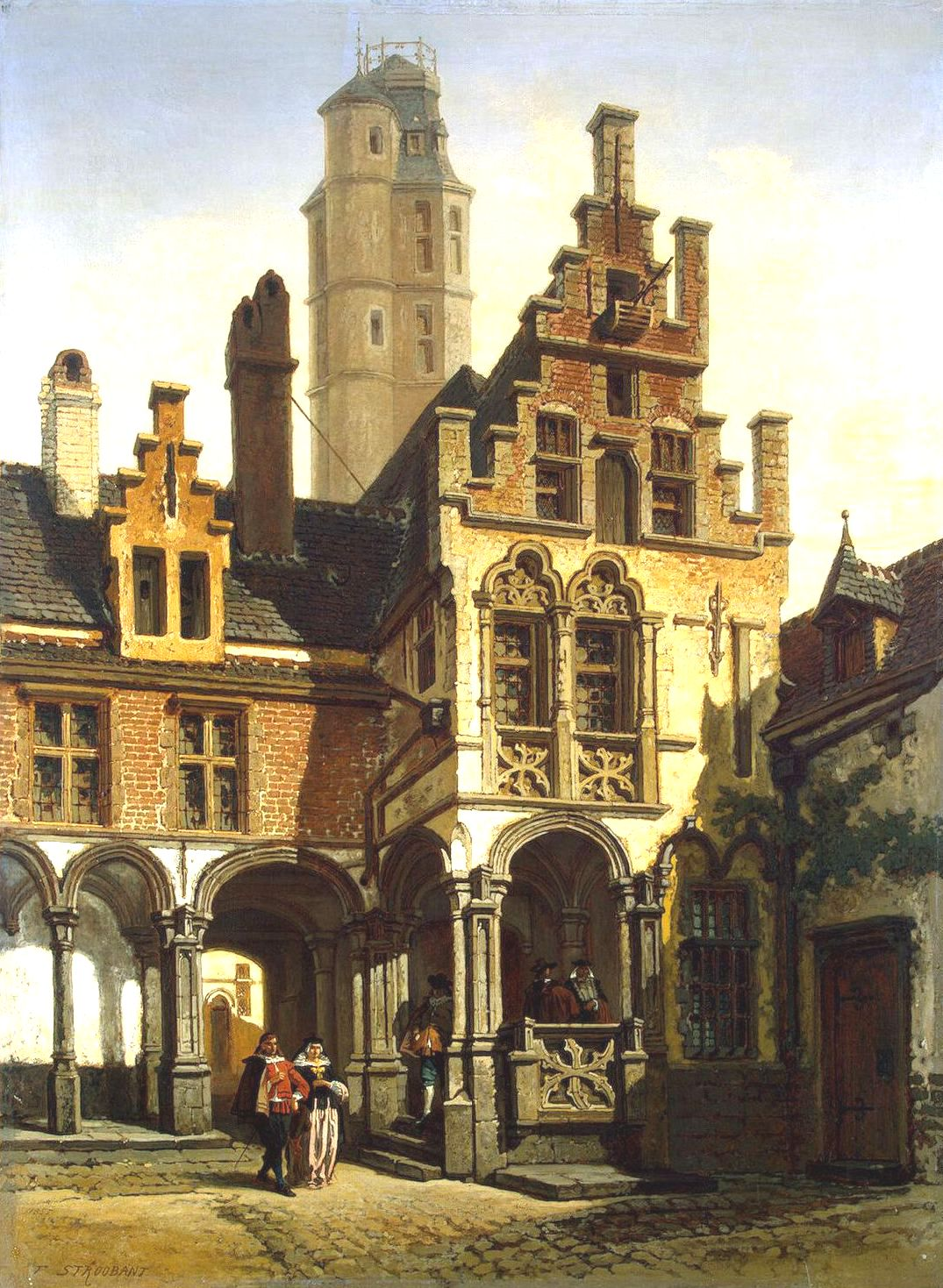
Residentie van landvoogdes Margaretha van Oostenrijk in Mechelen.

### Juridisch adviseur
Zijn geboorteplaats is onbekend. Voor sommigen is het Maretz in Frans-Vlaanderen, voor anderen het plaatsje Marais in Isnes, vandaag provincie Namen. Van opleiding was hij jurist. Hertog Filips de Schone benoemde hem tot voorzitter van de Staten van Namen (1505), wat hij bleef tot 1512. Vanaf 1511 maakte hij deel uit van de hofhouding van de toekomstige keizer Karel V. Jonglet had er de functie van maître de requêtes, wat zoveel is als een juridisch-administratief adviseur. Bij de troonsbestijging van Karel V bleef hij in zijn dienst als Karels adviseur in wat toen de Geheime Raad of Privé-raad van de prins genoemd werd. Karel V hervormde in 1531 de instellingen van de Nederlanden. Na 1531 bleef Jonglet in functie als adviseur van de Geheime Raad der Nederlanden. Hij droeg de titel heer van Maretz.

### Diplomaat in Parijs
In de jaren 1514-1517 was hij op diplomatieke missie in Parijs. Hij was in dienst van Karel V, keizer van het Rooms-Duitse Rijk. Jonglet negotieerde mee verdragen met de Franse koningen Lodewijk XII en Frans I, alsook met regentes Louise van Savoye, regentes tussen beide regeringen. 

### Diplomaat in Luik
In 1518 onderhandelde hij met het prinsbisdom Luik. In Sint-Truiden komt het tot een akkoord tussen de Nederlanden en het Luikse land.

### Ambassadeur in Londen
Vervolgens was hij ambassadeur in Londen in de periode 1518-1519 en 1525-1526. De aanstelling tot ambassadeur was niet eenvoudig want Jonglet sprak alleen Frans. Landvoogdes Margaretha van Oostenrijk stuurde Jonglet toch. Jonglet zocht al bij zijn aankomst op Engelse bodem redenen om terug te keren naar Brussel, naast het feit dat hij geen Engels sprak. Zo meende hij dat, omwille van de vriendschappelijke relaties tussen Spanje en Engeland, een ambassade in Londen overbodig was. De beloofde periode van slechts 3 maanden ambassade werd geschonden door landvoogdes Margaretha. Jonglet bleef op post in Londen. 
In de periode 1522-1525 was Lodewijk van Vlaanderen ambassadeur in Londen. In 1525 moest Jonglet terug naar Londen als ambassadeur. Hij was waarschijnlijk ziekelijk.
In 1525 betrokken de Engelsen Jonglet bij een discussie over het toelaten van Engelse munten in het graafschap Vlaanderen. Jonglet achtte zich, als jurist, niet competent in handelsmaterie. Hij wenste vervangen te worden door een jongere diplomaat, doch landvoogdes Margaretha weigerde. Jonglet bekloeg er zich vervolgens over dat hij geen enkele beslissing kon nemen omdat alles via de Rooms-Duitse keizer moest passeren. In 1526 rapporteerde hij aan keizer Karel V dat Frankrijk het Verdrag van Madrid (1526) schond. De Spanjaarden hadden Frans I van Frankrijk vrijgelaten uit de gevangenis en Frans I allieerde zich onmiddellijk met de Engelsen. De Fransen sloten een eeuwige vrede met de machtige kardinaal Wolsey. Een ceremonie in die zin vond plaats in het nieuw ingerichte paleis van de kardinaal, Hampton Court (1526). Jonglet's brief bracht niet veel nieuws in Madrid voor Karel V, want deze laatste was al op de hoogte van het Franse verraad. 
Toen de pest in Londen uitbrak in 1526, snelde Jonglet naar Brussel.

### Juridisch adviseur
Verder hield Jonglet zich bezig met juridische vraagstukken, zoals bijvoorbeeld de relatie tussen Valenciennes en het graafschap Henegouwen. Jonglet zetelde in de Geheime Raad tot zijn overlijden. Hij stierf in 1540 in Brussel en werd bijgezet in de Kapellekerk.